# Jalgaon (Ratnagiri)
Jalgaon es una ciudad censal situada en el distrito de Ratnagiri en el estado de Maharashtra (India). Su población es de 6480 habitantes (2011). Se encuentra a 92 km de Ratnagiri y a 127 km de Pune.

## Demografía
Según el censo de 2011 la población de Jalgaon era de 6480 habitantes, de los cuales 3373 eran hombres y 3107 eran mujeres. Devrukh tiene una tasa media de alfabetización del 95,02%, superior a la media estatal del 82,34%: la alfabetización masculina es del 97,75%, y la alfabetización femenina del 92,09%.